# Sandla
Koordinaten: 58° 18′ N, 22° 49′ O
Sandla (deutsch Sandel) ist ein Dorf (estnisch küla) auf der größten estnischen Insel Saaremaa. Es gehört zur Landgemeinde Saaremaa (bis 2017: Landgemeinde Pihtla) im Kreis Saare.

## Einwohnerschaft und Lage
Das Dorf hat 81 Einwohner (Stand 31. Dezember 2011). Es liegt zwanzig Kilometer nordöstlich der Inselhauptstadt Kuressaare, direkt an der Ostsee.
In dem Ort befinden sich eine Bücherei und ein Kulturhaus. Südöstlich des Dorfkerns liegt ein kleiner Fischereihafen.

## Geschichte
Das Dorf geht auf einen Hof zurück, der bereits im Mittelalter entstand. Er wurde anfangs Randen genannt. Im 16. Jahrhundert wurde er stark vergrößert. Von 1501 bis 1817 stand das Rittergut (mit kurzen Unterbrechungen) im Besitz der adligen deutschbaltischen Familie Vietinghoff. Letzter Privateigentümer vor der Enteignung zum Zuge der estnischen Landreform 1919 war Erich Baron Nolcken.